# Lugang, Guangdong
Lugang (kinesiska: 胪岗) är en köping i sydöstra Kina. Den ligger i stadsdistriktet Chaonan i staden Shantou i provinsen Guangdong, omkring 330 kilometer öster om provinshuvudstaden Guangzhou. Antalet invånare är 141 742. Befolkningen består av 70 740 kvinnor och 71 002 män. Barn under 15 år utgör 27,0 %, vuxna 15-64 år 66 %, och äldre över 65 år 6,0 %.